# 刘士奇 (正德进士)
劉士奇（1477年—？），字邦正，號石橋，廣東廣州府順德縣人，明朝政治人物。

## 生平
正德十一年（1516年）丙子科廣東鄉試第十名，正德十二年（1517年）丁丑科會試二百六十名，廷试三甲一百十四名進士，大理寺观政，授刑部主事。嘉靖三年（1524年），参与左順門哭諫，受杖几死。升员外、郎中。嘉靖七年（1528年）任廣西梧州府知府，時王守仁在梧州講學，從其受業。破格升任廣西左參政，遷江西按察使，嘉靖十六年（1537年）十一月累官山東右布政使，乞病致仕歸，杜門八年卒。

## 家族
曾祖父劉孔成；祖父劉諒；父親劉璟。母陳氏；繼母何氏。永感下。